# Heinrich Ernst Ziegler
Heinrich Ernst Ziegler (* 15. Juli 1858 in Freiburg im Breisgau; † 1. Juni 1925 in Ludwigsburg) war Mitarbeiter August Weismanns an der Universität Freiburg sowie Ernst Haeckels an der Universität Jena. Seit 1909 hatte er die ordentlicher Zoologie-Professur an der Landwirtschaftlichen Hochschule in Hohenheim.
Ziegler beschäftigte sich mit Entwicklungsgeschichte, Genetik und Verhaltensforschung bzw. Tierpsychologie.

## Leben
Die Eltern von Heinrich Ernst waren Frieda, geborene Busch, und Adolph Ziegler (Arzt). Ihr Sohn besuchte die Universitäten Lausanne und Freiburg. Seine akademische Laufbahn begann er 1882 als Assistent am zoologischen Institut der Universität Straßburg. Als junger Dozent gehörte er zur Gruppe um Carl Gegenbaur.
Nach Freiburg kehrte Ziegler 1887 zurück, um bei August Weismann als Assistent zu arbeiten. 1890 wurde er Außerordentlicher Professor für Zoologie. In gleicher Position wirkte er 1898–1909 an der Universität Jena in der Arbeitsgruppe Ernst Haeckels. Anschließend war er Ordentlicher Professor für Zoologie und Hygiene an der Landwirtschaftliche Hochschule Hohenheim sowie an der  Technische Hochschule Stuttgart.

## Weltanschauung
Ziegler war nicht nur als Zoologe, sondern auch in sozialpolitischen Fragen Darwinist. Er stand der Nationalliberalen Partei nahe und kritisierte die Politik der Sozialdemokraten. Gemeinsam mit Ernst Haeckel initiierte er 1900 ein Preisausschreiben Friedrich Alfred Krupps zum Thema „Was lernen wir aus den Prinzipien der Descendenztheorie in Beziehung auf die innerpolitische Entwickelung und Gesetzgebung der Staaten?“. Die Jury, der Ziegler angehörte, erkannte den 1. Preis dem Arzt Wilhelm Schallmayer für sein Buch Vererbung und Auslese im Leben der Völker zu. Schallmayer kritisierte in diesem Buch die öffentliche Gesundheitspflege wegen ihrer negativen Wirkungen auf die Eugenik und sprach darin explizit von der „Auslesewirkung der Kindersterblichkeit“.

## Veröffentlichungen
- Die Naturwissenschaft und die socialdemokratische Theorie. Ihr Verhältnis dargelegt auf Grund der Werke von Darwin und Bebel. Zugleich ein Beitrag zur wissenschaftlichen Kritik der Theorien der derzeitigen Socialdemokratie. Stuttgart 1894.
- Pisces, Selachii (Elasmobranchii): Schädel von Acanthias vulgaris und Heptanchus cinereus.  (Bildtafel im Großformat:) Theodor Fischer, Cassel 1900.
- Lehrbuch der vergleichenden Entwicklungsgeschichte der niederen Wirbeltiere. Jena 1902.
- Über den derzeitigen Stand der Deszendenzlehre in der Zoologie. Jena 1902.
- Der Begriff des Instinktes einst und jetzt. Eine Studie über die Geschichte und die Grundlagen der Tierpsychologie. Jena 1904.
- Die ersten Entwickelungsvorgänge des Echinodermeneies, insbesondere die Vorgänge am Zellkörper. In: Denkschriften der Medizinisch-Naturwissenschaftlichen Gesellschaft zu Jena, 11, (= Festschrift zum siebzigsten Geburtstage von Ernst Haeckel, Herausgegeben von seinen Schülern und Freunden), Fischer, Jena 1904, S. 539–560 (Digitalisat)
- Die Vererbungslehre in der Biologie. 1905.
- Tierpsychologie. 1921 (DBE).

Zudem gab Ziegler die Sammlung Natur und Staat. Beiträge zur naturwissenschaftlichen Gesellschaftslehre (10 Bde., Jena 1903–18, darunter Band 10: Die Vererbungslehre in der Biologie und in der Soziologie, 1918) und gemeinsam mit anderen ein Zoologisches Wörterbuch (1907/08) heraus.